# Mistrzostwa Polski w kolarstwie przełajowym 1967
Mistrzostwa Polski w kolarstwie przełajowym 1967 odbyły się w Szczecinie.

## Wyniki
- Krzysztof Stec (Spójnia Lublin)[1]
- Czesław Mikołajczyk (Legia Warszawa)
- Franciszek Surmiński (LKS Zarzewie Prudnik)[2]